# Mons Moro

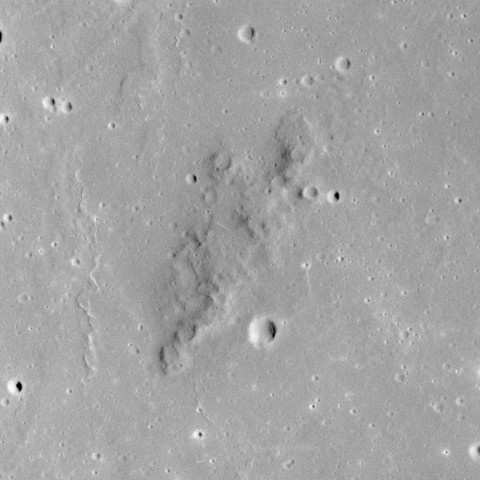
Photographie du Mons Moro.

Le Mons Moro (−12, −20) est un massif montagneux lunaire nommé en l'honneur du naturaliste italien Antonio Lazzaro Moro (1687-1764). Il s'agit d'une ligne de crêtes s'étendant sur une dizaine de kilomètres dans la région sud-est de la Mer de la Connaissance. La sonde américaine Ranger 7 s'écrasa à l'issue de sa mission à une cinquantaine de kilomètres au nord-ouest du Mons Moro le 31 juillet 1964. 